# Neva Towers
Neva Towers (en ruso: Невские башни), anteriormente llamadas Renaissance Moscow Towers (en ruso: Ренессанс Москва Башни), es un complejo de dos rascacielos ubicado en las parcelas 17 y 18 del Centro Internacional de Negocios de Moscú (CITY) en Moscú, Rusia. La torre 1 tiene 297 metros de altura y 65 pisos lo cual la convierte en el octavo rascacielos más alto de Europa. Por otro lado, la Torre 2 tiene 345 metros de altura, 79 pisos, y es el edificio residencial más alto de Europa y el cuarto rascacielos más alto de Europa. El complejo se completó en el 2020.

## Historia

### Orígenes
Las parcelas 17 y 18 del CITY se iban a utilizar originalmente para la Torre de Rusia, un rascacielos de gran altura diseñado por Norman Foster, pero la Gran Recesión y los problemas con los inversores obligaron a cancelar el desarrollo del proyecto. En 2014, la propiedad de la mitad de la parcela se transfirió a la empresa turca Rönesans Holding.
Como contratista general, Rönesans Holding contrató a ST Towers LLC para desarrollar un nuevo complejo, Renaissance Moscow Towers, más tarde rebautizado como Neva Towers. El proyecto también sería desarrollado por SPEECH Architectural Bureau en asociación con las empresas estadounidenses HOK y FXCollaborative, con espacios públicos diseñados por Hirsch Bedner Associates. La dirección del complejo afirmó haber recibido un certificado LEED Gold.

### Construcción
Las ventas de los apartamentos del complejo se abrieron en septiembre de 2016. Las inversiones para el complejo superaron los mil millones de dólares más tarde, en noviembre de 2016.
El 15 de octubre de 2018, la torre 2 de las Torres Neva fue arquitectónicamente coronado cuando se completó el trabajo en el piso 79.

## Diseño
Las parcelas sobre las que se construyeron las Torres Neva tienen una superficie total de 2,41 hectáreas. La superficie total del complejo es de 349,2 mil metros cuadrados. El complejo está compuesto por un solo estilóbato de cuatro pisos donde se construyeron las dos torres en la parte superior. La Torre 2 es un rascacielos residencial de 79 pisos con una altura de 345 metros. La Torre 1 es un rascacielos de 69 pisos con una altura de 302 metros con espacio de oficinas en el piso 28. En el complejo habría un parque privado con una superficie de siete mil metros cuadrados. Además, el complejo contaría con un hotel y un gimnasio con piscina ubicado en la Torre 2. También hay un estacionamiento con una capacidad prevista de 2.040 automóviles para los trabajadores y residentes del complejo.

## Galería

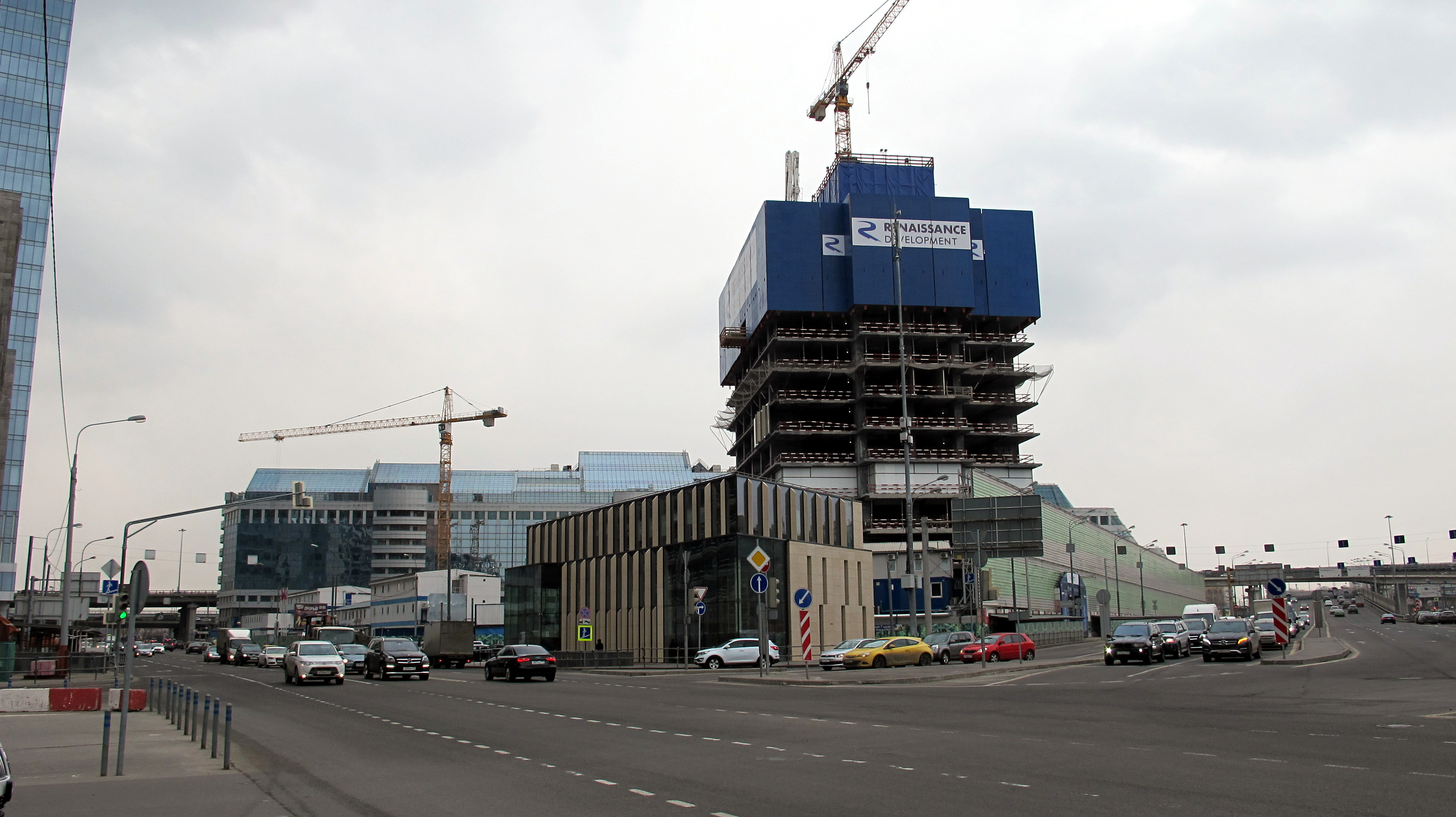
22 de marzo de 2016
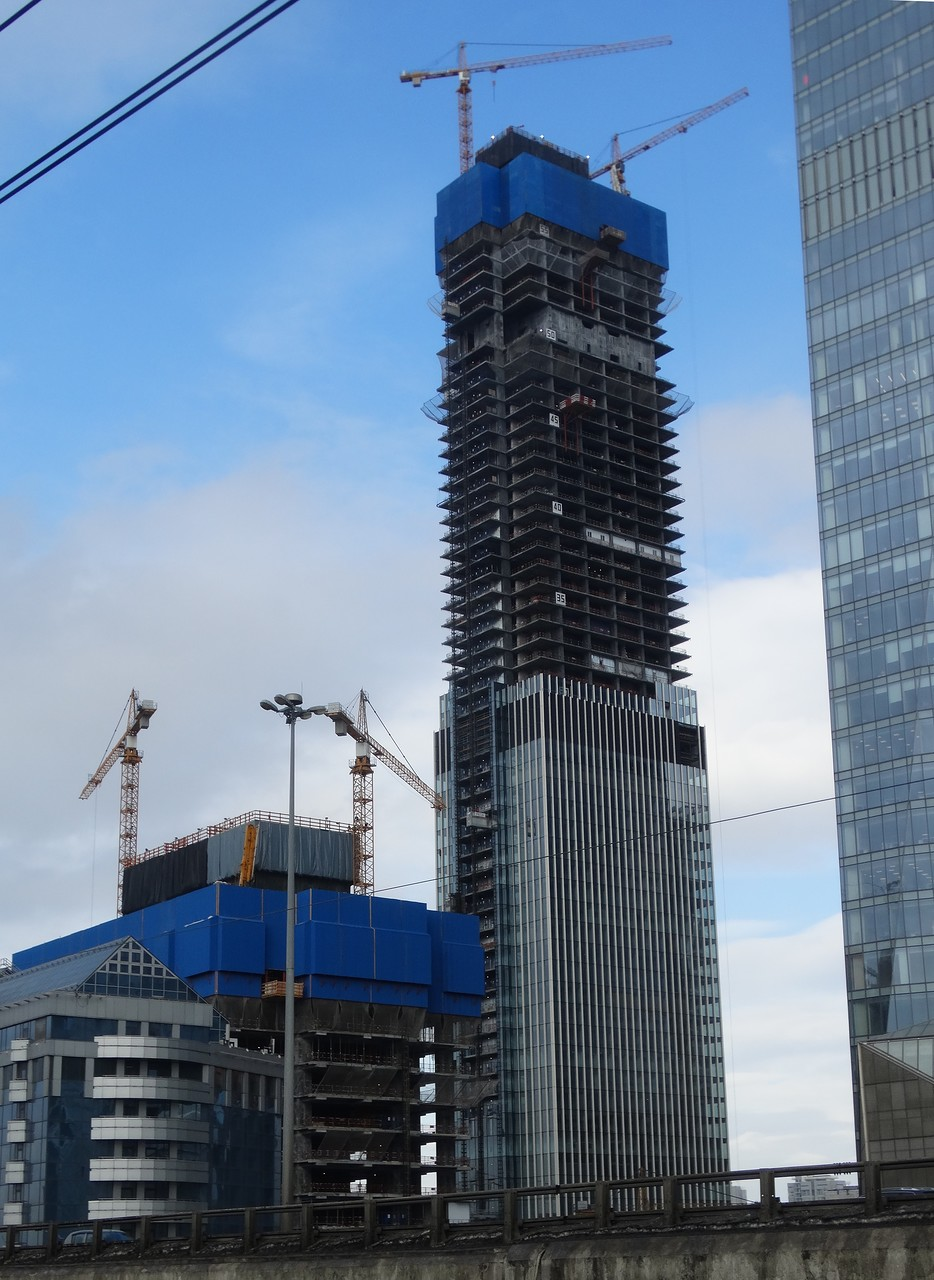
11 de marzo de 2018
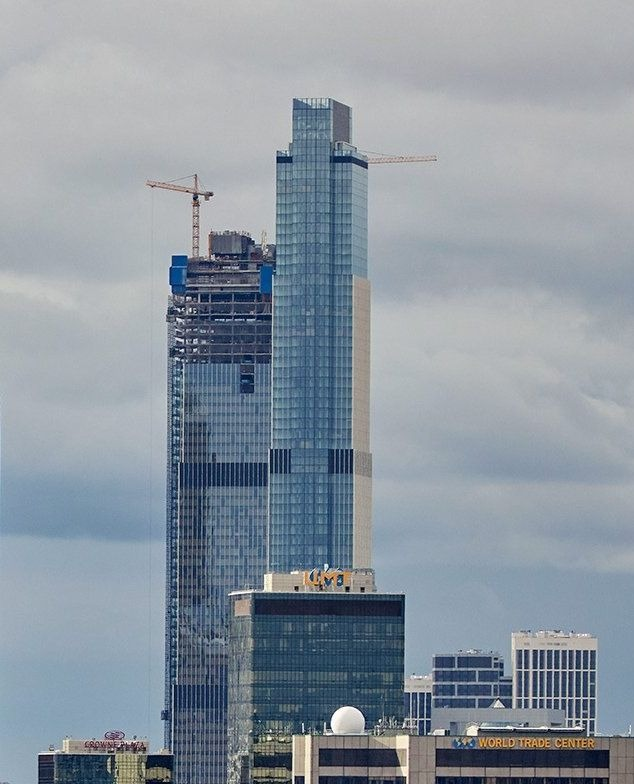
28 de enero de 2020